# 城关区雪消费社茶馆
城关区雪消费社茶馆是中国西藏自治区拉萨市城关区的一家藏式甜茶馆，位于拉萨市城关区金珠西路附近，布达拉宫西侧的雪社区内。消费社是指已消亡的消费合作社。该店在北京中路有一个名叫“雪幼儿园茶馆”的分店，开在布达拉宫西侧下方的山洞内。